# Artur Jorge (football, 1972)
 (décembre 2024).
Si vous disposez d'ouvrages ou d'articles de référence ou si vous connaissez des sites web de qualité traitant du thème abordé ici, merci de compléter l'article en donnant les références utiles à sa vérifiabilité et en les liant à la section « Notes et références ».
Pour les articles homonymes, voir Jorge.
Ne pas confondre avec Artur Jorge (football, 1946)
Artur Jorge, de son nom complet Artur Jorge Torres Gomes Araújo Amorim, est un ancien footballeur portugais reconverti entraîneur, né le janvier 1972 à Braga au Portugal. Il est l'actuel entraîneur d’Al-Rayyan au Qatar.

## Palmarès

### Comme entraîneur
En janvier 2024, Artur Jorge remporte son premier titre majeur avec le SC Braga comme entraîneur, avec une victoire en Coupe de la Ligue portugaise.
En novembre 2024, il remporte la Copa Libertadores 2024 avec Botafogo face à l'Atlético Mineiro, offrant le premier titre de Libertadores pour le club de Rio de Janeiro. Le 8 décembre 2024, quelques jours après la victoire en Copa Libertadores, Artur Jorge remporte le championnat du Brésil avec Botafogo. Début janvier 2025, il signe un contrat jusqu’en 2027 avec Al-Rayyan SC au Qatar en devenant le nouvel entraîneur du club.

#### En club
SC Braga
- Vainqueur de la Coupe de la Ligue du Portugal 2023-24

 Botafogo
- Vainqueur de la  Copa Libertadores 2024
- Champion du Brésil 2024